# Aerospace Valley
Aerospace Valley este un grup francez de companii de inginerie aerospațială și centre de cercetare. Clusterul este situat în regiunile Occitania și Aquitania din sud-vestul Franței și este concentrat în principal în și în jurul orașelor Bordeaux și Toulouse.
Cele peste 500 de companii membre (inclusiv Airbus, Air France Industries și Dassault Aviation) sunt responsabile pentru aproximativ 120.000 de locuri de muncă în industria aviației și a zborurilor spațiale. În plus, aproximativ 8.500 de cercetători lucrează în companii și instituții afiliate și în cele trei facultăți principale de inginerie aerospațială: ENAC, IPSA și SUPAERO.
Scopul declarat al clusterului este de a crea între 40.000 și 45.000 de noi locuri de muncă până în 2026. De la crearea sa în 2005, clusterul a lansat aproximativ 220 de proiecte de cercetare cu un buget total de 460 milioane EUR, inclusiv 204 milioane EUR în finanțare guvernamentală.

## Legături externe
- Aerospace Valley